# 西山の定理
西山の定理（にしやまのていり、英語: Nishiyama's theorem）は、1982年に西山豊が考案した不動点の作図に関する、エレガントな不動点の作図法である。

## 概要

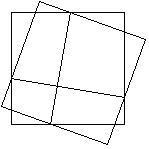
図１．合同変換の不動点

- 正方形ABCDの上に合同な正方形A'B'C'D'が任意に重なっているとき、これらを重ね合わせるための中心は、合同変換における不動点となる。この不動点は図１のように辺ABと辺A'B'の交点をP、辺CDと辺C'D'の交点をQ、辺BCと辺B'C'の交点R、辺DAと辺D'A'の交点をSとするとき、直線PQと直線RSの交点Fが不動点となる。
- 直線PQと直線RSは直交している。
- ユークリッド幾何学による不動点の作図法では、コンパスと定規を用いるが、西山による方法は定規だけで作図できることに特徴がある。
- 合同な正方形の場合は、不動点の数は４個あり、この４個の不動点は一直線上に並ぶ。
- 合同な円が任意に重なっているとき、これらを重ね合わせるための中心（不動点）は、２つの円の交線上の任意の点となる[2]。

## ランダム・ドット・パターン

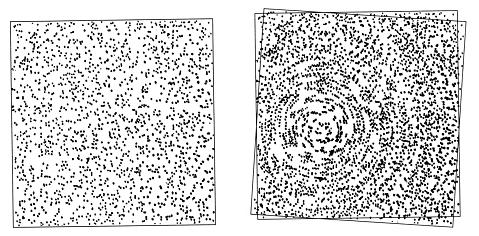
図２．不動点が見える

西山の定理が発見されるヒントとなったのは、ランダム・ドット・パターンである。
- １辺が20センチの正方形内に、約2000個のランダムな点群をプロットする。
- このパターンを透明なOHPシートに焼き付ける。
- 元のパターンの上に、OHPシートを重ね、OHPシートをわずかに回転させる。
- 一瞬、同心円が浮かび上がってくる。
- この同心円の中心は唯一、動かなかった点－不動点であり、不動点は２枚の正方形を重ねる回転の中心となっている。
- 夜空で北の空を眺めると、北極星は天体の不動点ともなっている。

## 証明
証明は文献に詳しいが、手順は次のとおりである。
- 交わる2本の直線L1, L2があるとき、この2直線を重ね合わせるためには、回転の中心を、2直線の交点Pを通り、交角を2等分する線上にもってこなければならない。
- 平行な2直線L1, L2に距離の等しい平行な2直線L3, L4が交わっているとき、2直線L1, L2を2直線L3, L4に重ね合わせるためには、L1とL3の交点と, L2とL4の交点を結ぶ直線上に回転の中心をもってくることである。
- 正方形の４辺を重ね合わせるということは、二組の平行な２直線を同時に重ね合わせることであるから、上記を２回適用すると、それが不動点となる。

## 相似変換への拡張

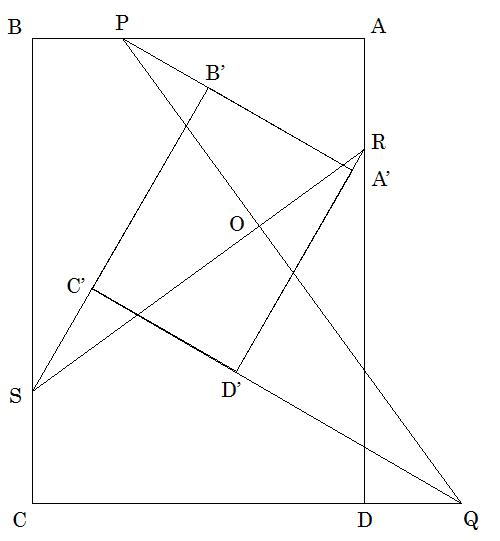
図３．相似変換の不動点

合同変換における作図法は、相似変換における作図法にそのまま拡張されることが、1989年に岡部恒治と森原則男によって発見され、証明がされた。また、西山の定理はアフィン変換の不動点にも拡張される。
相似変換の不動点については、別の証明もある
。
- 長方形ABCDの上に、縮小された長方形A'B'C'D'が任意に重なっているとき、これらを重ね合わせるための中心は、相似変換における不動点となる。

- 長方形ABCDと長方形A'B'C'D'において対応する辺の交点を求める。辺ABと辺A'B'の交点をP、辺CDと辺C'D'の交点をQ、辺BCと辺B'C'の交点をR、辺DAと辺D'A'の交点をSとする。交点が求まらないときは辺を延長させること。直線PQと直線RSの交点をOとしたとき、これが相似変換の不動点になる。

- 直線PQと直線RSは直交している。